# Niemirów (powiat biłgorajski)
Niemirów – wieś w Polsce położona w województwie lubelskim, w powiecie biłgorajskim, w gminie Frampol.
W latach 1975–1998 miejscowość administracyjnie należała do województwa zamojskiego.
Wieś jest sołectwem w gminie Frampol. W roku 2022 wieś liczyła 46 mieszkańców
Wierni Kościoła rzymskokatolickiego należą do parafii Matki Bożej Bolesnej w Korytkowie Dużym.

## Historia
Według opisu Słownika – Niemirów wieś przy drodze z Frampola do Biłgoraja. W roku 1883 posiadał 7 domów i 52 mieszkańców wyznania rzymskokatolickiego, ludność zajmuje się rolnictwem.
Wieś założona przez Leona Niemirowskiego, byłego dziedzica wsi, od którego nazwiska przyjęła nazwę.